# Ananteris nairae
Ananteris nairae é uma espécie de escorpião encontrada na Amazônia brasileira. O epíteto específico refere-se a Nair Otaviano Aguiar.